# Monasterio de Santa María de la Bovera
El monasterio de Santa María de la Bovera es un antiguo cenobio femenino de la orden del Císter. Se encuentra en la localidad de Guimerá, municipio de España en la comarca de Urgel, Comunidad autónoma de Cataluña.

## Historia
El cenobio fue fundado por Pere de Tàrrega en 1176. La primera abadesa fue Elisenda, hija del fundador y el monasterio fue filial del de Vallbona. Ante la escasez de agua, en 1237 la comunidad abandonó el edificio. Una parte se trasladó hasta Olván para fundar el monasterio de Santa María de Valldaura mientras que el resto de la comunidad fundó el monasterio de la Vallsanta, situado muy cerca del cenobio original. El edificio funcionó a partir de entonces como santuario.

## Arquitectura
Quedan pocos vestigios de la construcción original. Únicamente se conserva una parte del claustro, construido en el siglo XII, y que actualmente está dentro de la casa del ermitaño. También son visibles los restos de una antigua torre de defensa, construida en 1438.